# Tell es-Sultan
Tell es-Sultan è una collina artificiale, formata dalla sovrapposizione di numerosi strati abitativi, situata in prossimità della Gerico moderna. Il sito ha origine durante la fase del neolitico preceramico A e B.
Il 17 settembre 2023 il sito dell'Antica Gerico/Tell es-Sultan è stato iscritto nella Lista dei patrimoni dell'umanità dell'UNESCO dalla quarantacinquesima sessione del Comitato del patrimonio mondiale riunito a Riad.

## Insediamento natufiano e neolitico preceramico
Le prime costruzioni appartengono alla cultura natufiana: si tratta di strutture in pietra che sembrano risalire al X millennio a.C.
Nel neolitico pre-ceramico A (IX-VIII millennio a.C., più precisamente 8350-7370 a.C.), chiamato "cultura sultaniana", l'insediamento aveva un'area di quattro ettari ed era circondato da un muro in pietra, con una torre alta 8,5 metri. Le abitazioni erano di forma circolare e costruite in mattoni crudi. Venivano coltivate varietà domestiche di orzo e frumento. La dieta degli abitanti era integrata dalla caccia.
Alla fine di questa fase Tell es-Sultan venne abbandonata, per essere poi ricolonizzata da popolazioni semi-nomadi nella fase successiva.
Nel neolitico preceramico B (VIII-VI millennio a.C., più precisamente intorno al 7220-5850 a.C., sebbene le datazioni del carbonio 14 sembrino indicare date leggermente più antiche), l'abitato venne ricostruito sulla superficie erosa degli strati superiori della fase precedente. Le case erano costruzioni rettangolari in mattoni crudi, su fondazioni in pietra. I mattoni erano sagomati a forma di pani e conservano profonde impronte di pollici, destinate a facilitarne il maneggiamento. Attorno ad un cortile centrale si articolavano diverse stanze, una delle quali era più grande e presentava suddivisioni interne, mentre le altre erano probabilmente utilizzate come magazzini. Le stanze erano pavimentate in argilla.
In un edificio, una nicchia ricavata nel muro può aver contenuto una sorta di colonna realizzata in pietra vulcanica scheggiata: questa sistemazione è stata interpretata come un possibile ambiente di culto.
I morti erano seppelliti sotto i pavimenti delle case abbandonate e sono presenti sepolture collettive. Gli scheletri non erano sempre completamente articolati e questo ha fatto pensare che il rito prevedesse un periodo di esposizione all'aperto del cadavere, prima della sepoltura. Sembra inoltre che sia stato praticato il culto dei morti: venivano conservati i crani (in un ripostiglio ne furono trovati sette insieme), sui quali erano ricostruite in argilla le fattezze del volto, con gli occhi in alcuni casi realizzati con l'inserimento di conchiglie. Un uso simile è documentato anche nei siti di Tell Ramad e di Beisamun.
Veniva coltivata una maggiore varietà di piante domestiche e forse era stata addomesticata la pecora. 
Per l'industria litica, sono stati ritrovati strumenti realizzati con ossidiana di provenienza non ancora identificata, e stoviglie intagliate in calcare morbido. Erano presenti inoltre strumenti in osso. Venivano realizzate figure antropomorfe stilizzate in argilla, quasi a grandezza naturale e figurine in creta raffiguranti esseri umani o animali. Erano utilizzate a scopo ornamentale conchiglie e perline in malachite.

## Neolitico ceramico A e B
Nel tardo IV millennio a.C. l'insediamento fu occupato, nella fase nota come "Neolitico 2", da popolazioni legate culturalmente a quelle dei contemporanei siti nella Siria occidentale e sul corso medio dell'Eufrate. Le costruzioni erano ancora a pianta rettangolare, costruite in mattoni crudi e con pavimenti in argilla.

## Età del bronzo
Il Bronzo Antico viene diviso in due fasi, Ia (3400-3200 a.C.) e Ib (3200-3000 a.C.).
Questi due periodi sono definiti rispettivamente periodo pre-urbano e proto-urbano a causa delle profonde differenze riscontrate tra essi, a partire dagli scavi di John Garstang.
Il B.A. Ia ha come caratteristiche villaggi rurali aperti senza mura, un'architettura domestica curvilinea (capanne circolari) e una sepoltura disarticolata e secondaria (dopo un primo periodo di esposizione all'aperto del cadavere). A questo periodo appartiene il sacello 420, identificato da Garstang come luogo di culto a cui associò due teste di mazza e una paletta egittizzante.
Nel B.A. Ib l'architettura domestica si evolse, le case assunsero una forma "rettangolare", si costruirono i primi muri di terrazzamento, ed avvenne il passaggio alle sepolture primarie.
Nel B.A. II (3000-2700 a.C.), che a sua volta si divide in B.A. IIa e B.A. IIb, avvenne il passaggio al periodo urbano.
Si eressero le prime fortificazioni in muratura e l'agricoltura, divenuta fonte primaria di sussistenza, venne sistematicamente adottata fornendo così alla città una maggiore quantità di commercio e risorse, il che contribuì alla stratificazione delle classi sociali. Vi fu uno sviluppo nella architettura domestica, non più curvilinea. 
La fine del B.A. II si ebbe con un terremoto violentissimo, che devastò tutte le città della Palestina.

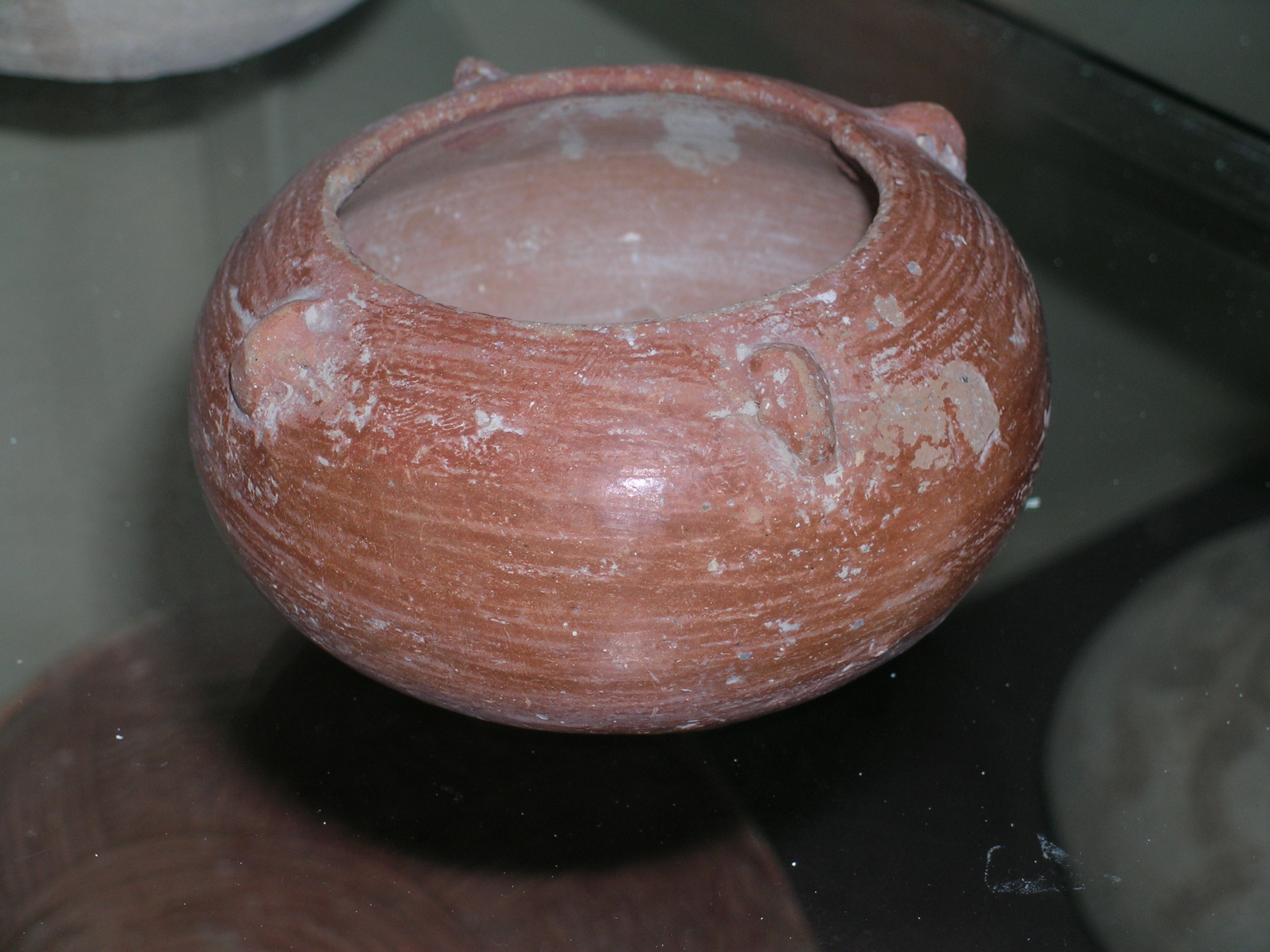
vaso del B.A. III in stile Red burnished ware

Il B.A. III (2700-2300 a.C.) si suddivide in B.A. IIIa e B.A. IIIb. In quest'epoca si giunse all'acme dell'urbanizzazione palestinese, che vide fiorire i commerci e le città sorte sulle vie carovaniere, come Gerico. La città si ingrandì e vennero erette delle torri che consentirono una migliore protezione dell'abitato. Fiorirono nuove tecniche ceramiche come le Kiberth Kerak Ware (che prendono il nome dal sito dove sono state ritrovate) o le Red Burnished Ware. La città fu infine distrutta da nemici sconosciuti, forse gli Egizi della VI dinastia.

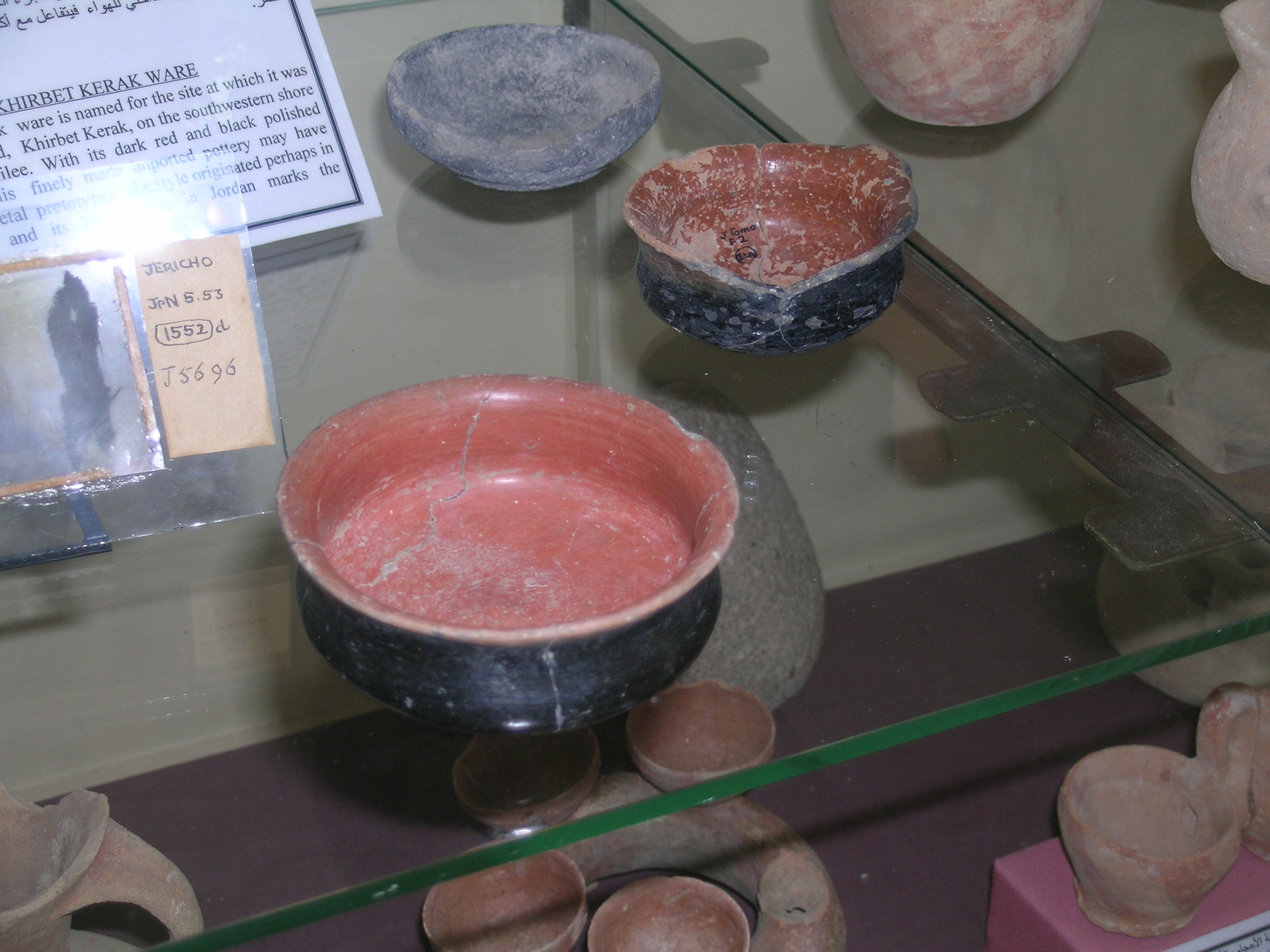
vaso del B.A. III in stile Kiberth kerak. ware

Il B.A. IV (2300-2000 a.C.) si suddivide in B.A. IVa e B.A. IVb. Vi fu la riconversione della città in un villaggio rurale sorto sulle rovine della vecchia città, e l'adozione delle tombe dette "a pozzo" con sepoltura primaria.

Nel Bronzo Medio Gerico, con le altre città cananee, fu vassalla dell'impero egiziano. 
Nel XIII secolo a.C. dovrebbe situarsi la distruzione della città ad opera degli Ebrei, raccontata dalla Bibbia. Secondo la maggior parte degli archeologi, a quel tempo Gerico era abbandonata.
Secondo altre interpretazioni esisteva ancora un insediamento fortificato, con un muro in mattoni crudi, rivestito esternamente in pietra. In scavi diversi sarebbero inoltre state rinvenute tracce di distruzione risalenti a questo periodo. In realtà, tuttavia, sembra che le tracce siano riferibili a circa quindici diversi episodi cronologicamente distinti. 

## Il racconto biblico
Gerico è menzionata nella Bibbia, Antico Testamento circa 70 volte.
- Nel Deuteronomio, prima della morte di Mosè, Dio gli mostra la Terra promessa e Gerico viene citata come punto di riferimento (Deuteronomio 34,1).
- Nel Libro di Giosuè si racconta della distruzione della città ad opera di Giosuè, successore di Mosè, vissuto probabilmente nel XIII secolo a.C., in accordo con i dati archeologici ricavabili dagli scavi di Gerico. L'assedio si svolse con una processione che fece sette volte il giro della città, quindi le mura caddero al suono delle trombe (Giosuè 6,26).
- Nel Libro di Geremia si descrive la fine del re di Giudea Sedecia, che venne catturato nella zona di Gerico dai Caldei (Geremia 39,5).

## Epoca classica e tarda antichità
Un insediamento più tardo, che copre il periodo ellenistico, romano e islamico occupò le elevazioni di Tulul Abu el-'Alayiq, 2 km ad ovest del moderno villaggio di er-Riha.
Un villaggio moderno copre i resti di una città fortificata dai Maccabei utilizzata anche dagli Asmonei e dai re di Giudea (II secolo a.C.-I secolo d.C.), che vi costruirono palazzi di residenza e un sistema per l'approvvigionamento delle 
acque.
Ad ovest della città si trova il monastero greco-ortodosso di Jabal Qarantal ("della Tentazione" o "della Quarantena"). 
All'epoca bizantina risale la sinagoga di Naaran o ʿAyn Duq.
A circa 4 km a nord della Gerico antica sorge il Qaṣr Hishām ("palazzo di Hishām") o Khirbet al-Mafjar, una struttura palaziale omayyade costruita dal califfo di Damasco Hishām ibn ʿAbd al-Malik e dal suo nipote e successore al-Walīd II (724-743). 
Nel 749 un terremoto distrusse il palazzo appena costruito ed il resto dell'abitato.
Il 22 aprile 1176, quasi un anno dopo la sconfitta ai Corni di Hama, il mediocre esercito di Sayf al-Dīn Ghāzī II, nipote di Norandino, che governava Mossul, fu sbaragliato dalla forze ayyubidi di Saladino, che stava portando sotto il proprio controllo i domini zengidi della Siria settentrionale e della Jazira.

## Storia degli scavi archeologici
- 1868: i primi scavi archeologici furono condotti da Charles Warren;
- 1907-1909 e 1911: scavi di Ernst Sellin e Carl Watzinger a Tell es-Sultan e a Tulul Abu el-'Alayiq;
- 1930-1936: scavi di John Garstang a Tell es-Sultan;
- 1950-1951: scavi di J. Kelso, D. Baramki, J. Pritchard a Tulul Abu el-'Alayiq;
- 1952-1958: estesi scavi di Kathleen Kenyon a Tell es-Sultan;
- 1973-1983 e 1986-1988: scavi israeliani di G. Foerster e E. Netzer a Tulul Abu el-'Alayiq;
- 1997: indagini di Lorenzo Nigro e Niccolò Marchetti a Tell es-Sultan.
- 2009-2023 scavi condotti congiuntamente dalla Università degli Studi di Roma "La Sapienza" e dal Ministry of Tourism & Antiquities della Palestina, sotto la direzione di Lorenzo Nigro